# Proaza (kommunhuvudort)
Proaza är en kommunhuvudort i Spanien.   Den ligger i provinsen Province of Asturias och regionen Asturien, i den norra delen av landet, 400 km nordväst om huvudstaden Madrid. Proaza ligger 214 meter över havet och antalet invånare är 789.
Terrängen runt Proaza är kuperad norrut, men söderut är den bergig. Proaza ligger nere i en dal. Runt Proaza är det ganska glesbefolkat, med 42 invånare per kvadratkilometer. Närmaste större samhälle är Oviedo, 18,4 km nordost om Proaza. I omgivningarna runt Proaza växer i huvudsak blandskog.